# Hautes études d’ingénieur
Die Hautes études d’ingénieur (HEI) ist eine französische Ingenieurhochschule, die 1885 gegründet wurde.
Die Hochschule bildet Ingenieure mit einem multidisziplinären Profil aus, die in allen Bereichen der Industrie und des Dienstleistungssektors arbeiten.
Die HEI ist eine staatlich anerkannte private Hochschule mit Sitz in Lille und seit 2012 in Châteauroux. Die Schule ist Mitglied der Conférence des grandes écoles (CGE).